# Johan Jeronimus Balthazar Bosch van Rosenthal

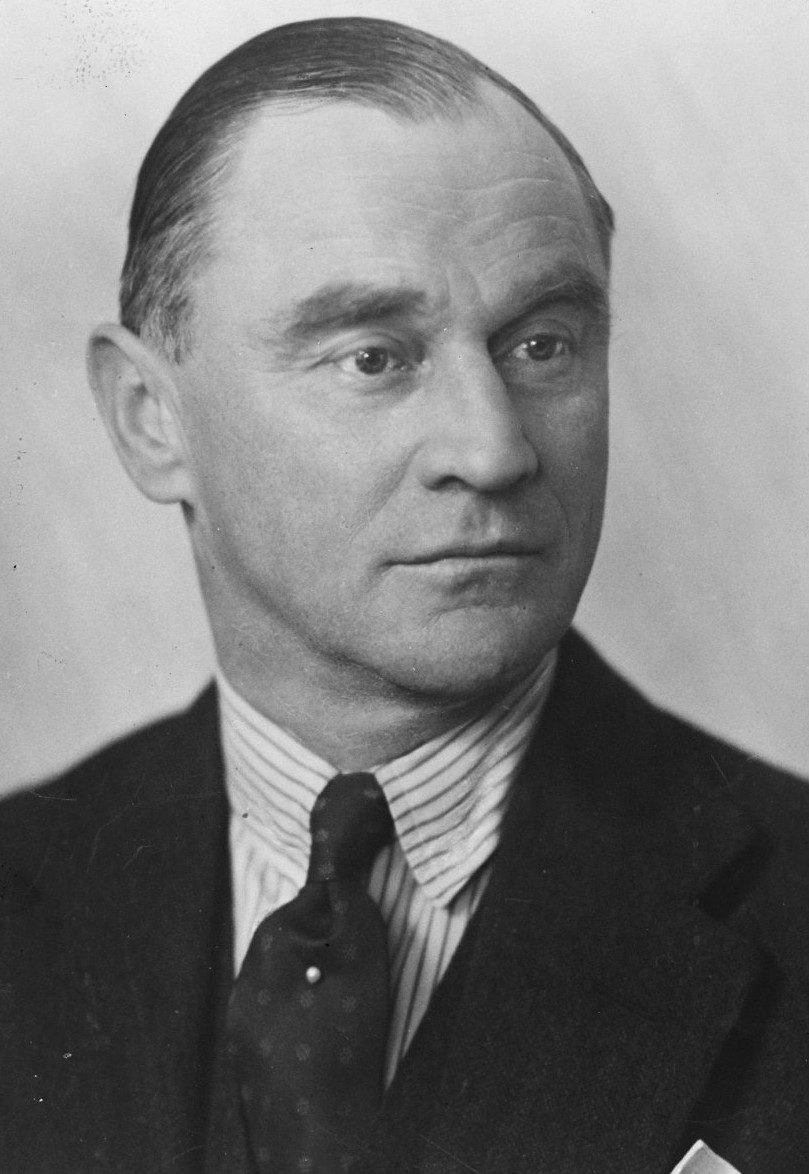
J.J.B. Bosch Ridder van Rosenthal in 1950

Johan Jeronimus Balthazar Bosch ridder van Rosenthal, heer van Borghees (Dordrecht, 3 mei 1889 - Wassenaar, 19 augustus 1955) was een Nederlands diplomaat. Hij heeft zijn bekendheid te danken aan zijn rol als buitengewoon gezant en gevolmachtigd minister in Bern (Zwitserland) tijdens de Tweede Wereldoorlog.

## Leven en werk
Hij was de zoon van officier van justitie mr. Lodewijk Hendrik Nicolaas Frederik Marie Bosch ridder van Rosenthal (1845-1900) en jkvr. Roelina Gijsberta Gerhardina van Holthe (1855-1924), de jongere broer van Lodewijk en een oudere broer van Edzard. Hij studeerde rechtswetenschappen aan de Leidse universiteit. Na zijn afstuderen werkte hij in diplomatieke dienst achtereenvolgens in Boekarest, Constantinopel, Madrid, en na een onderbreking waarin hij werkzaam was in Den Haag, in Rio de Janeiro, Stockholm, Londen, Cairo en Warschau.
Op 13 maart 1940 werd bekend dat mr. J.J.B. Bosch van Rosenthal van Polen naar Zwitserland zou worden overgeplaatst. In Bern was hij betrokken bij het opzetten van de Zwitserse Weg, die vooral belangrijk was om Engelandvaarders te helpen en berichten uit bezet Nederland over te brengen naar Londen. Zijn militaire attaché was generaal van Tricht.
In september 1943 stuurde hij een telegram naar de Nederlandse regering in Londen, waarin hij waarschuwde voor het benoemen van Joden in hoge officiële regeringsposities. Hiermee zou het vertrouwen in de Nederlandse regering niet worden bevorderd. Door de minister van Buitenlandse Zaken Van Kleffens werd dit telegram doorgezonden aan zijn ambtgenoten. In 1950 werd hij gezant te Kopenhagen.
Hij trouwde op 29 november 1922 met Titia Magaretha Geertsema (1898-1968) uit Groningen met wie hij drie kinderen kreeg. Ze woonden eerst in Lochem. In 1937 kochten zij Huis Den Dam in Eefde dat in 1951 werd verkocht aan de weduwe van zijn broer, Gertrude Bosch van Rosenthal-van Hasselt (1897-1991). Hij overleed in augustus 1955 op 66-jarige leeftijd in Wassenaar. 
- Biografisch Portaal: 51802474